# Audi Typ D
La Typ D (per esteso 18/45 PS Typ D) è stata un'autovettura di fascia superiore prodotta dall'Audi dal 1912 al 1920.
Il modello montava un motore anteriore a quattro tempi ed a quattro cilindri da 4.680 cm³ di cilindrata. L'alesaggio e la corsa erano, rispettivamente, 100 mm e 150 mm, mentre la potenza erogata raggiungeva i 45 CV a 1.650 giri al minuto. La distribuzione era IOE. Il cambio era a quattro marce, mentre la trazione era posteriore. La carreggiata anteriore e posteriore era 1.400 mm. La Typ D era disponibile con carrozzeria torpedo quattro posti, phaeton e limousine quattro porte. Su entrambi gli assi le sospensioni erano ad assale rigido con molle a balestra.
La velocità massima raggiunta dal modello era compresa tra i 90 km/h ed i 100 km/h.